# Christina Schulze Föcking

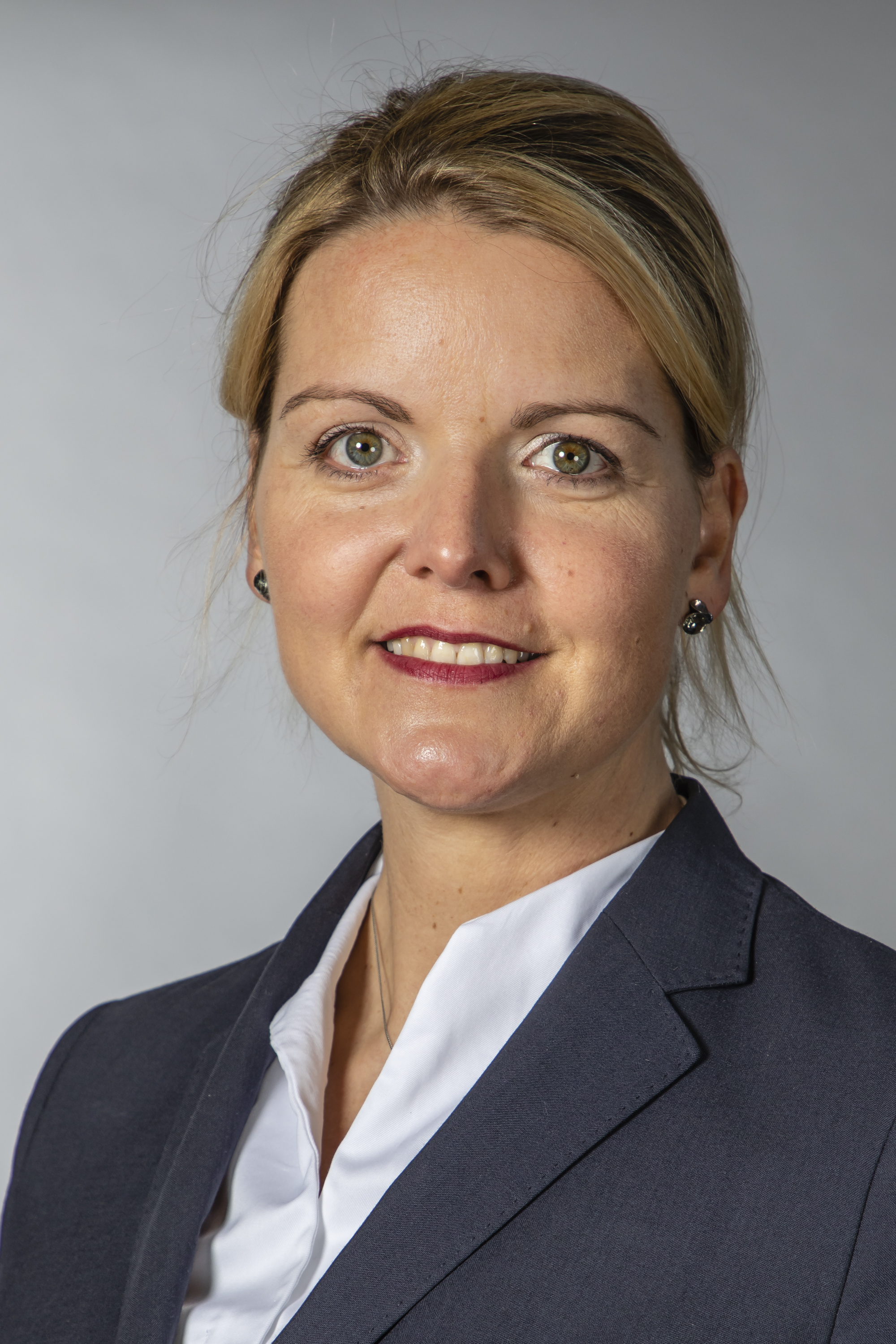
Christina Schulze Föcking (2019)

Christina Schulze Föcking (* 19. November 1976 in Emsdetten) ist eine deutsche Politikerin (CDU). Sie war vom 30. Juni 2017 bis zum 15. Mai 2018 Ministerin für Umwelt, Landwirtschaft, Natur- und Verbraucherschutz des Landes Nordrhein-Westfalen im Kabinett Laschet.

## Herkunft, Ausbildung, Beruf und Privates
Schulze Föcking wuchs in konservativ geprägten Familienverhältnissen in Steinfurt auf. 1996 erwarb sie die Fachhochschulreife (schulischer Teil nach Klasse 12). Nach einer Berufsausbildung zur staatlich geprüften Landwirtin bewirtschaftete sie bis zum 30. Juni 2017, gemeinsam mit ihrem Ehemann, einen landwirtschaftlichen Familienbetrieb in Burgsteinfurt.
Christina Schulze Föcking ist verheiratet (ihr Ehemann Frank nahm nach der Heirat den Familiennamen Schulze Föcking an) und hat zwei Kinder.

## Politische Tätigkeit

### Partei
2006 wurde Christina Schulze Föcking CDU-Mitglied. Seit 2007 ist sie Mitglied im CDU-Kreisvorstand Steinfurt und seit 2010 Vorsitzende des CDU-Kreisverbandes Steinfurt. Zudem gehört sie dem CDU-Bezirksvorstand Münsterland sowie dem Bezirksvorstand Münsterland der Frauen-Union an. Schulze Föcking ist Vorsitzende des CDU-Bezirksagrarausschusses Münsterland und seit 2007 Vorstandsmitglied im CDU-Agrarausschuss NRW. Dort war sie von 2009 bis 2011 stellvertretende Vorsitzende und 2011 bis 2019 Vorsitzende. 2014 bis 2019 war sie zudem Vorsitzende des Bundesfachausschusses Landwirtschaft und Ländlicher Raum der CDU Deutschlands. Seit 2019 ist sie Vorsitzende des Bundesfachausschusses Gleichwertige Lebensverhältnisse in Stadt und Land.

### NRW-Landtagsabgeordnete (seit 2010)
In der 15. Wahlperiode des nordrhein-westfälischen Landtages übernahm Schulze Föcking als direkt gewählte Landtagsabgeordnete im Wahlkreis Steinfurt I die Nachfolge von Hannelore Brüning. Schulze Föcking wurde mit 49,6 % der Erststimmen gewählt; der zweitplatzierte Kandidat erhielt 30,5 % der Stimmen. Seit dem 4. November 2010 ist sie Vorsitzende des CDU-Kreisverbandes Steinfurt, als Nachfolgerin von Karl-Josef Laumann. Schulze Föcking war ordentliches Mitglied des Petitionsausschusses und des Ausschusses für Klimaschutz, Umwelt, Naturschutz, Landwirtschaft und Verbraucherschutz, als dessen Sprecherin für die CDU-Fraktion sie amtierte. Als stellvertretendes Mitglied saß sie in den Ausschüssen für Schule und Weiterbildung sowie Wirtschaft, Energie, Industrie, Mittelstand und Handwerk.
Schulze Föcking ist seit 2019 ordentliches Mitglied in den Ausschüssen Familie, Kinder und Jugend sowie Kultur und Medien. Stellvertretendes Mitglied ist sie im Ausschuss für Wirtschaft, Energie und Landesplanung.
Von 2011 bis 2019 war sie zudem Landesvorsitzende des Agrarausschusses der CDU NRW und von 2012 an bis zu ihrer Berufung zur Ministerin war sie auch Sprecherin der CDU-Landtagsfraktion für Landwirtschaft, Verbraucherschutz und ländliche Räume.

### NRW-Landwirtschaftsministerin (2017–2018)
Am 29. Juni 2017 gab Ministerpräsident Armin Laschet bekannt, dass Schulze Föcking ab dem 30. Juni 2017 als Landwirtschaftsministerin seinem Kabinett angehören wird. Am Folgetag wurde sie im Landtag vereidigt und trat ihr Ministeramt an. Am 15. Mai 2018 erklärte sie ihren sofortigen Rücktritt. Der Bund der Steuerzahler (BdSt) NRW kritisierte in diesem Zusammenhang das 12-monatige Übergangsgeld, welches die ehemalige Ministerin für knapp 11 Monate Amtszeit beziehen kann: Jeweils 16.700 Euro brutto für die ersten 3 Monate, danach für weitere 9 Monate die Hälfte des Betrages. Der BdSt forderte von Schulze Föcking, auf diese Bezüge zu verzichten, da sie als Abgeordnete des Landtages mit derzeit rund 11.000 Euro brutto monatlich ausreichend abgesichert sei.

## Kontroversen

### Vorwürfe zur Schweinemast auf dem Hof der Familie
In einem Bericht der Fernsehsendung Stern TV im Juli 2017 geriet ein Hof in die Kritik, an dem die Ministerin und ihr Mann, Frank Schulze Föcking, zum Zeitpunkt der betreffenden Filmaufnahmen jeweils zu 50 Prozent beteiligt waren und der seit Juli 2017 allein von ihrem Mann verwaltet wird. Das Magazin veröffentlichte bei nächtlichen Einbrüchen entstandenes Filmmaterial der Tierschutzorganisation tierretter.de e. V., das mutmaßliche Verstöße gegen den Tierschutz im Schweinemastbetrieb des Familienbetriebes aufdecken sollte. Eine Veterinärin bestätigte in der Sendung, dass die vorhandenen Verletzungen über einen längeren Zeitraum entstanden sein müssten und die Tiere nur noch eingeschläfert werden könnten.
Nach Veröffentlichung der Vorwürfe nahm Frank Schulze Föcking dazu Stellung. Dabei räumte er ein, dass bei einzelnen Ferkeln Bissspuren festgestellt, die Tiere aber von einer Tierärztin versorgt worden seien. Von 940 Ferkeln, die dem Betrieb im März 2017 geliefert worden und die „von Anfang an verhaltensauffällig“ gewesen seien, habe man 31 Tiere notgeschlachtet oder sie seien verendet.
Die Albert Schweitzer Stiftung für unsere Mitwelt stellte gegen Schulze Föcking Strafanzeige wegen tierquälerischer Haltungsbedingungen bei der Staatsanwaltschaft Münster. Am 26. Juli 2017 gab die Staatsanwaltschaft Münster bekannt, keine Ermittlungen gegen Christina Schulze Föcking einzuleiten. Nach Durchsicht vorliegender Verträge, so die Behörde, sei „belegt, dass Schulze Föcking für den Zeitraum der Aufnahmen nicht für die Tierhaltung verantwortlich war“. Sie sei zwar früher Leiterin der Mastbetriebe in Steinfurt gewesen, habe sich seit dem Einzug in den Landtag 2010 aber sukzessive aus deren Leitung sowie aus der Bestandsbetreuung der Tiere zurückgezogen. Am 19. September 2017 stellte die Staatsanwaltschaft das Verfahren schließlich endgültig ein, da kein von Beweisen gestützter Verdacht für eine Straftat nach dem Tierschutzgesetz ermittelt werden konnte.

### Abschaffung der Stabsstelle Umwelt- und Verbraucherkriminalität
Anfang 2018 schaffte Schulze Föcking in ihrem Ministerium die 2004 gegründete Stabsstelle Umwelt- und Verbraucherkriminalität ab. Laut Ministerium sollten alle Aufgaben der Stabsstelle beibehalten und nun auf drei Abteilungen verteilt werden. Die Westfalenpost berichtete im Zusammenhang mit der Abschaffung der Stabsstelle auch über Unruhe im Ministerium wegen mehrerer umstrittener Personalentscheidungen von Schulze Föcking. In Regierungskreisen spräche man von Schwächen der Ministerin bei der Personalführung. Auch von einem „sehr robusten Ton im Hause“ wurde berichtet.
Am 18. April 2018 wurden Recherchen des WDR bekannt, wonach in einer Fragestunde des Parlaments Mitte März Nachfragen von SPD und Grünen zur Auflösung der Stabsstelle von Schulze Föcking nicht wahrheitsgemäß beantwortet worden waren. Der WDR durfte Einsicht in einen Teil der Akten der Stabsstelle Umweltkriminalität nehmen. Laut WDR widersprachen die Akten verschiedenen Äußerungen der Umweltministerin in der Fragestunde. Die Ministerin hatte behauptet, dass sich die Stabsstelle überwiegend mit Artenschutz und hier wiederum mit Greifvogelverfolgung beschäftige. Tatsächlich befassten sich nur 73 von den insgesamt 663 Aktenordnern im Aktenbestand der Stabsstelle mit dem Schutz von Greifvögeln. Der Anteil machte also rund zehn Prozent aus. Überwiegend ging es dort um illegale Abfallimporte, Boden-, Wasser- oder Luftverschmutzung, Tier- und Verbraucherschutz. So wurde beispielsweise im Fall des Dortmunder „Envio“-Skandals die Beteiligung der Stabsstelle ausdrücklich von Schulze Föcking verneint: „[...] in der gesamten Zeit keine Kontaktaufnahme zur und durch die Stabsstelle Umweltkriminalität“. Jedoch befanden sich in den 34 Ordnern der Stabsstelle zu diesem Fall zahlreiche Mails, Aktenvermerke und Sitzungsprotokolle, die eine enge Zusammenarbeit sowie Teilnahme an der Arbeitsgruppe „Projekt-Arbeitsgruppe ENVIO“ belegten. Laut Ministerin war die Stabsstelle nicht in einen Umweltskandal in Köln involviert, bei dem tausende Liter Kerosin aus einer Erdölraffinerie der Firma Shell das Grundwasser verseucht hatten. Die Akten hingegen belegten, dass die zuständige Staatsanwaltschaft das Verfahren 2012 einstellen wollte. Mit einer 20-seitigen Expertise protestierte der damalige Leiter der Stabsstelle. Die weiteren Ermittlungen endeten mit einer Geldbuße für Shell in Höhe von 1,8 Millionen Euro. Eine der letzten Akten der Stabsstelle beschäftigte sich mit „Schweinehaltung Betrieb Schulze Föcking – Stern TV am 12.07.2017“. Allerdings gab es dort nur Sammlungen der bekannten journalistischen Veröffentlichungen zu diesem Thema.

### Angeblicher Hackerangriff auf Fernseher von Ministerin Schulze Föcking
Am 15. März 2018 behauptete Schulze Föcking bzw. der Regierungssprecher Christian Wiermer, unbekannte Täter hätten sich Zugriff auf das WLAN im Privathaus der Familie Schulze Föcking verschafft. Im Fernsehen wurde scheinbar unvermittelt eine Aufnahme der Fragestunde des Landtags zu den Vorkommnissen im privaten landwirtschaftlichen Betrieb der Familie abgespielt. Die Behauptung eines Hackerangriffs stützte sich auf eine Polizeimeldung, eine „WE-Meldung“ ohne irgendwelche Ermittlungsergebnisse. Regierungssprecher Wiermer sprach in einer Pressemitteilung von „offenkundig kriminellen Eingriffen in die Privatsphäre der Ministerin“. Die Landtagsfraktionen von CDU, SPD, FDP und Grünen solidarisierten sich kurz darauf in einer gemeinsamen Erklärung mit der Ministerin.
Erst am 7. Mai 2018 wurde bekannt, „dass die Videoübertragung unbemerkt und unbeabsichtigt durch ein für das Heimnetz berechtigtes Gerät in einer anliegenden Wohnung der Familie ausgelöst wurde“. Schulze Föcking war das Ergebnis der computerforensischen Untersuchung des LKA bereits am 18. April mitgeteilt worden. Das LKA hatte ihr gegenüber erklärt, dass es keinen Anfangsverdacht auf einen Hackerangriff gebe. Nachdem sich der angebliche Hackerangriff als Bedienfehler der Familie Schulze Föcking herausgestellt hatte, beschäftigten sich sowohl der Justizausschuss als auch der Umweltausschuss mit dem Vorgang. Da erneut Fragen offenblieben, beantragte die Opposition einen Untersuchungsausschuss, der sich mit dem „Hackerangriff“, aber auch mit den Zuständen im Schweinestall des Hofes Schulze Föcking und mit der Auflösung der Stabsstelle beschäftigen sollte. Am 23. März 2019 wurden als Hauptzeugen zu der Fehlkommunikation der Regierungssprecher Wiermer und der Leiter der nordrhein-westfälischen Staatskanzlei, Staatssekretär Nathanael Liminski, im Untersuchungsausschuss befragt. Beide erklärten, der zwischen Wiermer und Liminski abgestimmte und Ministerpräsident Laschet bekannte Inhalt der Pressemitteilung habe auf der durch vorausgegangene Hassmails gegen die Ministerin bestärkten Annahme beruht, es habe tatsächlich einen Eindringling gegeben. Man habe befürchtet, dass auch sensible Daten aus Regierungsgeräten ausgelesen worden seien. Die späte öffentliche Richtigstellung durch die Ministerin erst drei Wochen nach der Aufklärung des Falls bezeichnete Liminski als „misslich“. Sie sei dadurch bedingt gewesen, dass die ermittelnde Staatsanwaltschaft einer öffentlichen Verlautbarung erst zu diesem Zeitpunkt zugestimmt habe.